# Orquesta Sinfónica de la Radio Eslovaca
La Orquesta Sinfónica de la Radio Eslovaca (en eslovaco, Symfonický orchester Slovenského rozhlasu), anteriormente conocida como Orquesta Sinfónica de la Radio Checo–Eslovaca y Orquesta Sinfónica de la RSE, es una orquesta sinfónica eslovaca con sede en Bratislava, que fue fundada en 1929.

## Historia
La orquesta fue creada en 1929 para servir a la radio eslovaca Slovenský rozhlas. Se centró especialmente en la música de compositores eslovacos, en particular Alexander Moyzes, Eugen Suchoň y Ján Cikker. La orquesta se ha dado a conocer en el extranjero gracias a sus emisiones y grabaciones, sobre todo para el sello Naxos Records.

## Directores
A lo largo de su historia la orquesta ha tenido los siguientes directores:
- František Dyk (1929–1939)
- Kornel Schimpl (1939–1942)
- František Babušek (1942–1943)
- Krešimir Baranović (1943–1946)
- Ľudovít Rajter (1946–1949)
- Richard Týnský (1949–1955)
- Ladislav Slovák (1955–1961)
- Václav Jiráček (1961–1962)
- Otakar Trhlík (1962–1968)
- Ľudovít Rajter (1968–1977)
- Ondrej Lenárd (1977–1990)
- Adrian Leaper (1990–1991)
- Bystrík Režucha (1991–1992)
- Róbert Stankovský (1992–2001)
- Charles Olivieri–Munroe (2001–2004)
- Oliver von Dohnányi (2006–2007)
- Mario Kosik (2007–?)
- Peter Valentovič
- Ondrej Lenárd (2019— )